# José Luis González (football)
José Luis Gonzalez Davila (né le 14 septembre 1942 à Mexico au Mexique et mort dans cette même ville le 8 septembre 1995) est un joueur international de football mexicain.

## Biographie
Il participe à la Coupe du monde 1970 avec l'équipe du Mexique. Il marque le seul but de son équipe dans le quart de finale qui l'oppose à l'Italie. Il dispute un total de trois matchs lors de cette coupe du monde.
José Luis González dispute également les Jeux olympiques de 1964 organisés au Japon.